# Somewhere Only We Know
Singles de Keane
This Is the Last Time
(2003) Everybody's Changing
(2004)
Pistes de Hopes and Fears
Bend and Break
(2)
Somewhere Only We Know est une chanson de pop du groupe Keane sortie le 16 février 2004. Troisième single commercial officiel et premier single extrait de leur premier album studio Hopes and Fears (2004), cette chanson est considérée comme le premier grand succès commercial du groupe à travers le monde : la chanson atteint la 3e place au Royaume-Uni lors de la première semaine de vente. Avec le single Is It Any Wonder? en 2006, il s'agit de leur plus grand tube.
Le 3 décembre 2013, la chanteuse Lily Allen, Britannique également, reprend la chanson dans un clip-promotion pour la marque « John Lewis » à l'occasion des fêtes de fin d'année : ce clip animé se nomme The Bear and the Hare (L’Ours et le Lièvre). La reprise est aussitôt diffusée en radio et connaît un vif succès.

## Formats et liste des pistes

### CD Single
Numéro catalogue : CID849

Il existe deux versions de la pochette single.
1. Somewhere Only We Know – 3:58
2. Snowed Under – 3:51
3. Walnut Tree – 3:40
4. Somewhere Only We Know (CD-ROM video) – 3:56

 Royaume-Uni 7" Vinyle
Catalogue number: IS849
1. Somewhere Only We Know
2. Snowed Under

 Royaume-Uni 3" Pocket CD
Sortie 19 juillet 2004, il inclut les formats digital et de sonnerie téléphonique
1. Somewhere Only We Know
2. Snowed Under

### Version alternative
Allemagne CD Single
Sortie 26 mars 2004.
1. Somewhere Only We Know
2. Snowed Under

 Espagne CD Single
Released 16 April 2004.
1. Somewhere Only We Know
2. Walnut Tree
3. Somewhere Only We Know (Video)

### Version promo
1. Somewhere Only We Know

## Classement par pays
| Classement (2004-2005)                 | Meilleure position |
| -------------------------------------- | ------------------ |
| Belgique (Flandre Ultratop 50 Singles) | 43                 |
| Belgique (Wallonie Ultratip 50)        | 6                  |
| Danemark (Tracklisten)                 | 9                  |
| Allemagne (Media Control AG)           | 55                 |
| Irlande (IRMA)                         | 30                 |
| Pays-Bas (Nederlandse Top 40)          | 15                 |
| Nouvelle-Zélande (RMNZ)                | 19                 |
| Royaume-Uni (UK Singles Chart)         | 3                  |
| États-Unis Hot 100                     | 50                 |
| États-Unis (Adult Top 40)              | 11                 |
| États-Unis (Modern Rock Tracks)        | 28                 |
| Classement (2010-2011)                 | Meilleure position |
| France (SNEP Téléchargement)           | 17                 |
| France (SNEP)                          | 52                 |

## Historique de sortie
| Pays        | Date            |
| ----------- | --------------- |
| Royaume-Uni | 16 février 2004 |
| Europe      | 26 mars 2004    |
| Australie   | 17 mai 2004     |

## Reprise de Lily Allen
Singles de Lily Allen
True Love
(2013) Hard Out Here
(2014)
Somewhere Only We Know  est reprise par la chanteuse britannique Lily Allen en 2013.

### Classements hebdomadaires
| Classements (2013)                      | Meilleure position |
| --------------------------------------- | ------------------ |
| Belgique (Flandre Ultratip 100)         | 12                 |
| Belgique (Wallonie Ultratop 50 Singles) | 24                 |
| France (SNEP)                           | 6                  |
| Irlande (IRMA)                          | 1                  |
| Israël (Media Forest)                   | 2                  |
| Écosse (OCC)                            | 3                  |
| Suisse (Schweizer Hitparade)            | 52                 |
| Royaume-Uni (UK Singles Chart)          | 1                  |